# Cal Morrut
Cal Morrut és una casa de Gandesa (Terra Alta) inclosa a l'Inventari del Patrimoni Arquitectònic de Catalunya.

## Descripció
Edifici de planta baixa i dos pisos. La planta baixa presenta carreus de pedra amb accés mitjançant arc de mig punt dovellat i una altra petita obertura lateral. La primera planta presenta un balcó corregut de lloses de pedra i dues obertures amb llinda i laterals de pedra. La segona planta hi ha dues obertures centrades respecte les de la planta inferior. Hi ha una petita llosana de pedra, sense barana. L'estat general de la façana és abandonat i encara es veuen restes de l'emblanquinat de façana.